# Chinaia bifurcata
Chinaia bifurcata är en insektsart som beskrevs av Kramer 1958. Chinaia bifurcata ingår i släktet Chinaia och familjen dvärgstritar. Inga underarter finns listade i Catalogue of Life.